# ورمرلاند
ورمرلاند (به هلندی: Wormerland) یک شهرستان در هلند است که در هلند شمالی واقع شده‌است. ورمرلاند −۱ متر بالاتر از سطح دریا واقع شده‌است.